# Serguei Ievguènievitx Alèinikov
Serguei Ievguènievitx Alèinikov (també transliterat com a Sergei Yevgenyevich Aleinikov) (en rus: Сергей Евгеньевич Алейников) (Minsk, 7 de novembre, 1961) fou un futbolista i actual entrenador de futbol belarús.
Va jugar amb la selecció soviètica 77 cops, amb qui marcà 6 gols, entre 1984 i 1992. Fou finalista a l'Eurocopa 1988 amb l'URSS, on perdé amb Holanda per 0-2. També participà en els Mundials de 1986 i 1990; i a l'Euro 1992, aquest cop amb la selecció de la CEI. També fou 4 cops internacional amb Belarús, després de la independència d'aquest país.
Pel que fa a clubs, destacà als clubs FC Dinamo Minsk (des de 1981) on guanyà el campionat de l'URSS, a la Juventus FC (el 1989), on fou campió de la UEFA i de la Coppa Itàlia. També jugà per l'US Lecce (1990), el Gamba Osaka japonès, i el IK Oddevold suec.
El novembre del 2003, per celebrar el jubileu de la UEFA, fou escollit per la Federació Belarussa Golden Player al millor jugador belarús dels darrers 50 anys.
Com a entrenador ha dirigit clubs modestos, majoritàriament italians.